# Campionato nordamericano di calcio
Il Campionato nordamericano di calcio (NAFC Championship) fu un torneo riservato alle nazionali di calcio del Nord America che si svolse nel 1947 e nel 1949.
Dopo 41 anni di assenza, il Campionato nordamericano di calcio rinacque per altre due edizioni (nel 1990 e nel 1991) col nome di Coppa delle nazioni nordamericane (North American Nations Cup) prima dell'istituzione della CONCACAF Gold Cup. Questo torneo è stato quindi il precursore della CONCACAF Gold Cup insieme al Campionato centroamericano e caraibico di calcio.

## Albo d'oro
| Vittorie | Nazione | Anno             |
| -------- | ------- | ---------------- |
| 3        | Messico | 1947, 1949, 1991 |
| 1        | Canada  | 1990             |

## Edizioni
| Campionato nordamericano di calcio | Campionato nordamericano di calcio | Campionato nordamericano di calcio | Campionato nordamericano di calcio | Campionato nordamericano di calcio | Campionato nordamericano di calcio |
| ---------------------------------- | ---------------------------------- | ---------------------------------- | ---------------------------------- | ---------------------------------- | ---------------------------------- |
| Anno                               | Paese ospitante                    |                                    | Classifica finale                  | Classifica finale                  | Classifica finale                  |
| Anno                               | Paese ospitante                    | Campione                           | 2º posto                           | 3º posto                           |                                    |
| 1947 Dettagli                      | Cuba                               | Messico                            | Cuba                               | Stati Uniti                        |                                    |
| 1949 Dettagli                      | Messico                            | Messico                            | Stati Uniti                        | Cuba                               |                                    |
| 1990 Dettagli                      | Canada                             | Canada                             | Messico                            | Stati Uniti                        |                                    |
| 1991 Dettagli                      | Stati Uniti                        | Messico                            | Stati Uniti                        | Canada                             |                                    |

## Piazzamenti
| Squadra     | 1º | 2º | 3º |
| Messico     | 3  | 1  | 0  |
| Canada      | 1  | 0  | 1  |
| Stati Uniti | 0  | 2  | 2  |
| Cuba        | 0  | 1  | 1  |

## Nazioni ospitanti
| Edizioni | Nazione     | Anno/i |
| -------- | ----------- | ------ |
| 1        | Cuba        | 1947   |
| 1        | Messico     | 1949   |
| 1        | Canada      | 1990   |
| 1        | Stati Uniti | 1991   |

## Partecipazioni e prestazioni nelle fasi finali
| Nazionale            | 1947 | 1949 | 1990 | 1991 | Partecip. | Vittorie |
| -------------------- | ---- | ---- | ---- | ---- | --------- | -------- |
| Messico              | 1°   | 1°   | 2°   | 1°   | 4         | 3        |
| Canada               | -    | -    | 1°   | 3°   | 2         | 1        |
| Stati Uniti          | 3°   | 2°   | 3°   | 2°   | 4         | -        |
| Cuba                 | 2°   | 3°   | -    | -    | 2         | -        |
| Squadre partecipanti | 3    | 3    | 3    | 3    | Edizioni  | 4        |

Legenda: 1° = Primo classificato, 2° = Secondo classificato, 3° = Terzo classificato

## Esordienti
| Anno | Paese ospitante | Nazionali esordienti       |
| 1947 | Cuba            | Cuba, Messico, Stati Uniti |
| 1949 | Messico         | Nessuna squadra esordiente |
| 1990 | Canada          | Canada                     |
| 1991 | Stati Uniti     | Nessuna squadra esordiente |